# جورج مالكوم (سياسي)
جورج مالكوم هو سياسي كندي، ولد في 20 أغسطس 1865، وتوفي في 18 أغسطس 1930 في كندا. حزبياً، نشط في Manitoba Liberal Party ‏. وقد انتخب عضو المجلس التنفيذي لمانيتوبا ‏ وانتخب وزير الزراعة ورعاية المزارعين ‏.